# René de Borst

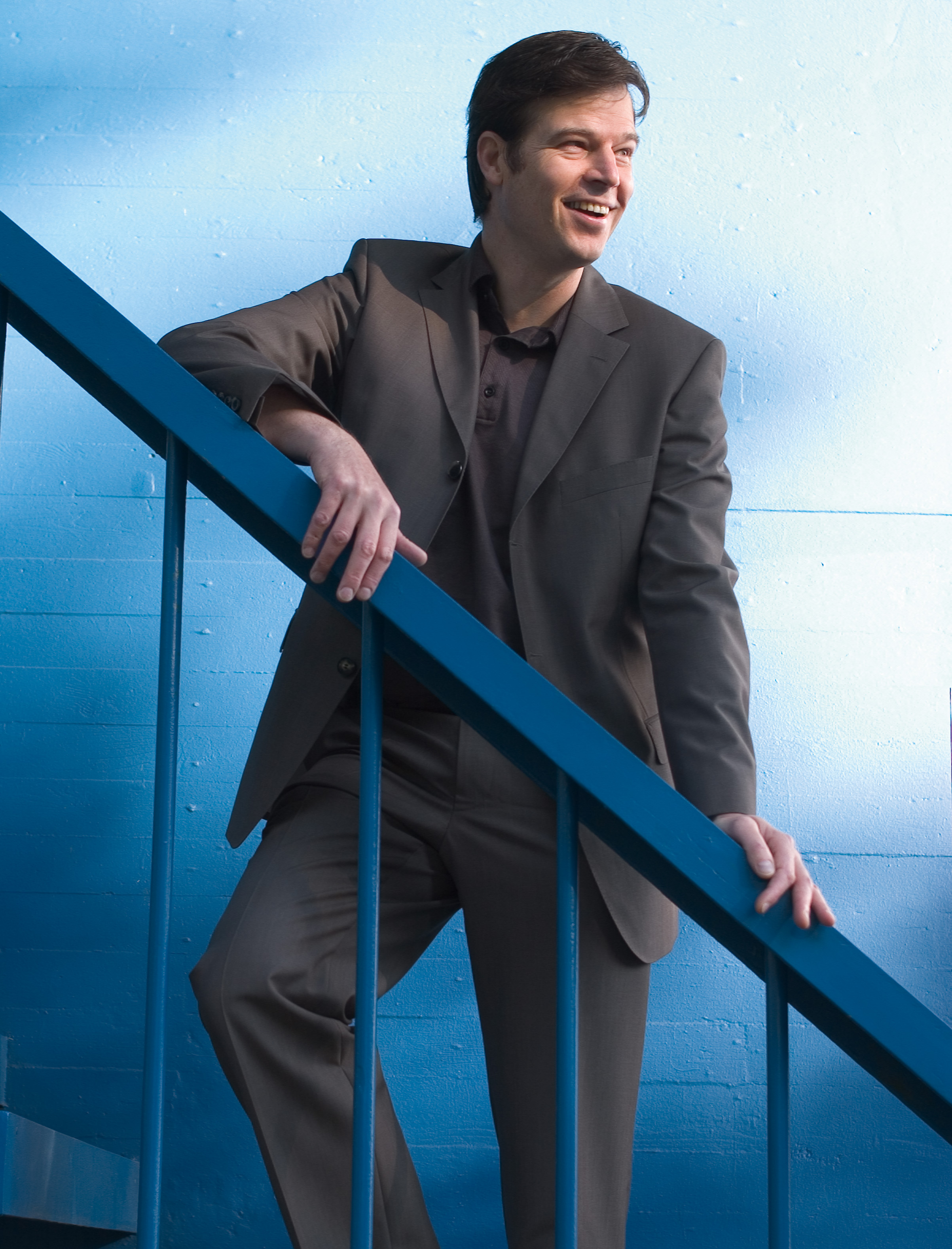
René de Borst

René de Borst (* 1958 in Den Haag) ist ein niederländischer Ingenieurwissenschaftler und Centenary Professor of Civil Engineering an der University of Sheffield.

## Leben
De Borst machte 1982 seinen Diplomabschluss an der TU Delft (cum laude), wo er 1986 mit Auszeichnung promoviert wurde. 1988 erhielt er eine Professur für numerische Mechanik an der TU Delft in der Fakultät für Bauingenieurwesen und ab 1999 war er Professor für Technische Mechanik in der Fakultät für Flugzeugbau. Er war auch wissenschaftlicher Leiter des Koiter Instituts für Mechanik (benannt nach dem 1997 verstorbenen Warner Tjardus Koiter). Von 2007 war er Professor an der TU Eindhoven, wo er auch 2007 bis 2011 Dekan der Fakultät für Maschinenwesen war. Von 2012 bis 2015 war er Regius Professor für Bauingenieurwesen und Mechanik an der University of Glasgow. Der Lehrstuhl war seit 2010 vakant. Seit 2016 ist er der Centenary Professor of Civil Engineering an der University of Sheffield.
Er befasst sich insbesondere mit Entwicklungen in der Bruchmechanik (Rissbildung und Ausbreitung von Rissen), Reibung in Materialien und numerischer Modellierung in der Mechanik, insbesondere im Bauingenieurwesen, aber auch zum Beispiel im Flugzeugbau. Er ist Mitentwickler des Software-Pakets DIANA. Seine Untersuchungen betrafen z. B. Risse in Beton und Verbundwerkstoffen, Stabilität von Erdmassen, von schiefen Bohrlöchern und Tunneln in stochastisch inhomogenen Schichten, Aufbrechen ölführender Gesteinsschichten. 
1999 erhielt er den Spinoza-Preis. 1996 erhielt er den Max-Planck-Forschungspreis, 1998 den Computational Mechanics Award der International Association of Computational Mechanics und er erhielt mehrere Auszeichnungen von der International Association for Computer Methods and Advances in Geomechanics. 1995 erhielt er den Composite Structure Award und 2011 den Royal Society Wolfson Merit Award.
Er ist Herausgeber des International Journal for Numerical Methods in Engineering, des  International Journal for Numerical and Analytical Methods in Geomechanics und Mitherausgeber des Aeronautical Journal.
De Borst war Präsident der International Association for Fracture Mechanics of Concrete Structures (1998–2001). 2005 wurde er Mitglied der Königlich Niederländischen Akademie der Wissenschaften. Seit 2002 ist er Fellow der International Association of Computational Mechanics, seit 2010 Fellow der International Association of Fracture Mechanics of Concrete and Concrete Structures, seit 2012 Fellow der Institution of Civil Engineers, seit 2013 Fellow der Royal Society of Edinburgh, seit 2014 Mitglied der Europäischen Akademie der Wissenschaften und Künste und seit 2015 Fellow der Royal Academy of Engineering. 2015 bekam er ein Ehrendoktorat vom Institut national des sciences appliquées de Lyon. Im selben Jahr erhielt er den Grand Prize der Japanese Society for Computational Engineering Science und einen ERC Advanced Grant. Seit 2011 ist er Offizier des Ordre national du Mérite. 2017 bekam er den O.C. Zienkiewicz Medal der Polish Association for Computational Mechanics und ist seit 2019 Ehrenmitglied der Italian Group of Fracture.

## Schriften (Auswahl)
- Herausgeber mit Erwin Stein, Thomas J. R. Hughes Encyclopedia of Computational Mechanics, 3 Bände, Wiley 2004
- Herausgeber mit Ekkehard Ramm: Multiscale methods in computational mechanics, Springer 2010 (darin von Borst, M. V.  Cid Alfaro, A. S. J. Suiker Multiscale Modelling of the Failure Behaviour of fibre reinforced laminates)
- Fundamentals of Discretization Methods, Computational methods in buckling and instability in Richard Blockley, Wei Shyy (Hrsg.) Encyclopedia of Aerospace Engineering, Band 3, Wiley 2010
- mit J. J. C. Remmers Numerical models for self healing mechanisms, in S. van der Zwaag Self Healing Materials An Alternative Approach to 20 Centuries of Materials Science, Springer Series in Materials Science, Vol. 100, 2007
- mit M. G. D. Geers, R. H. J. Peerlings Computational Fracture Mechanics in Concrete Technology, in A. Carpenteri, M. Aliabadi Computational damage mechanics, 1999, S. 23–69
- mit M. G. D. Geers, R. H. J. Peerlings, W. A. M. Brekelmans Material Instabilities in Solids, in R. de Borst, E. van der Giessen (Herausgeber) Higher-order damage models for the analysis of fracture in quasi-brittle materials, Wiley 1998, S. 405–423
- mit J. J. C. Remmers, A. Needleman The simulation of dynamic crack propagation using the cohesive segments method, J. Mech. Phys. Solids, Band 56, 2008, S. 70–92
- Challenges in computational materials science: Multiple scales, multi-physics and evolving discontinuities, Comp. Mat. Sci., Band 43, 2008, S. 1–15